# Клуб молодих мільярдерів (фільм)
Клуб молодих мільярдерів (англ. Billionaire Boys Club) — біографічна кримінальна драма виробництва США режисера Джеймса Коксу. У фільмі знялися Енсел Елґорт, Тарон Еґертон, Кевін Спейсі, Емма Робертс, Джеремі Ірвін, Томас Кокурел, Розанна Аркетт, Кері Елвес і Джадд Нелсон. Фільм заснований за реальними подіями спілки Billionaire Boys Club, яка діяла в Південній Каліфорнії протягом 1980-х років. 
Фільм вперше вийшов у США на домашньому відео 17 липня 2018 року. Згодом, 17 серпня 2018 фільм також вийшов у США в обмежений прокат. В Україні в широкий прокат фільм вийшов 19 липня 2018 року.

## Сюжет
Група багатих молодиків, яку очолив їхній приятель з приватної школи Джо Гант, у 1980-х роках у Лос-Анджелесі вигадали план, як швидко розбагатіти за допомогою фінансової піраміди. План закінчується погано для всіх учасників спілки, коли Гант та його друг Тім Пітт вбивають інвестора і шахрая Рона Левіна.

## У ролях
- Енсел Елґорт у ролі Джо Ганта, керівник групи та фінансовий експерт.
- Тарон Еґертон у ролі Діна Карні, професійний тенісист.
- Кевін Спейсі у ролі Рона Левіна, гай-ролер з Беверлі Гіллз.
- Джеремі Ірвін у ролі Кайла Білтмора, один з членів Клубу молодих мільярдерів.
- Кері Елвес у ролі Енді Воргол
- Емма Робертс у ролі Сідні, коханка Ганта.
- Біллі Лурд у ролі Розанни Тікпурт, коханка Блітмора.
- Сукі Вотергавс у ролі Квінтани, коханка Карні.
- Джадд Нелсон у ролі Раяна Ганта, батько Джо.
- Раян Роттмен у ролі Скотта, один з двох красенів близнюків якого було усиновлено власником Мейбелін, та який першим інвестував у клуб.
- Валід Цваїтер у ролі Сема Самеді
- Кармен Іллан у ролі дружини Самеді
- Томас Кокурел у ролі Чарлі
- Бокім Вудбайн у ролі Тіма Пітта, клубний викидайло, який братиме участь у клубних справах.
- Розанна Аркетт у ролі мати Сидні
- Джастін Арнольд у ролі Картера
- Біллі Слотер у ролі кредитного інспектора
- Кевін Братчер у ролі хлопця, який запав на Куґуарку
- Моріс Джонсон у ролі детектива

## Виробництво
У травні 2010 року, The Hollywood Reporter підтвердив, що Джеймс Кокс готовий взятися за виробництво кримінального трилеру Клуб молодих мільярдерів, правдивої історії про групу багатих молодиків у Лос-Анджелесі на початку 1980-х, які заснували Billionaire Boys Club, аби запустити фінансову піраміду. Кокс написав сценарій за чотири місяці після ексклюзивного дослідження тих подій з його братом Стефеном, який доопрацьовував його ще чотири місяці. Кокс зібрав матеріали для кіносценарію з судових документів, голосових судових записів та опублікованих статей.
29 жовтня 2015 року Енсел Елґорт і Тарон Еджертон приєдналася до акторського складу. Елґортонові дісталася роль Джо Ганта, керівник групи та фінансового експерта, Еґертон грав Діна Карні, професійного гравця в теніс. Кептен Мавзнер був також співавтором сценарію разом із Коксом, у той час продюсерами фільму мали стати Вієрсма і Касіян Елвс. Фільм фінансувався Armory Films, у той час Good Universe подбали про міжнародний продаж. У листопаді 2015 року, Кевін Спейсі підписався на роль Рона Левіна, гай-ролера з Беверлі Гіллз, Емма Робертс була додана до акторського складу грати Сидні, коханку Ганта та Сукі Вотергавс була взята на роль Кінтани, коханки Карні.
У грудні 2015 року Variety повідомило що Джадд Нелсон, який у 1987 році грав Джо Ганта в мінісеріалі Клуб молодих мільярдерів, гратиме роль Раяна Гант, батька Джо.У тому ж місяці Раян Роттмен підписався на роль Скотта Білтмора, одного з двох красенів близнюків, якого було усиновлено власником Мейбелін, та який першим інвестував у клуб, а також до акторського складу приєднався Томас Кокурел. Боким Вудбайн, Біллі Лурд і Джеремі Ірвін також приєдналися до акторського складу фільму, з Ірвін який грав Кайла Білтмора, одного з членів Клубу молодих мільярдерів, Лурд як Розанни, його коханки, та Вудбайну, клубного викидайла, який братиме участь у клубних справах.
Основне знімання почалося у Новому Орлеані 7 грудня 2015 року. Знімання призупинилися 25 січня 2016, додаткові перезнімання були проведені в листопаді 2016.

## Реліз
Фільм спочатку вийшов як відео на вимогу 17 липня 2018 та в обмежений прокат в кінотеатрах з 17 серпня 2018 року завдяки дистриб'ютору — фірмі Vertical Entertainment.

Попри звинувачення в сексуальних домаганнях, висунутих проти Кевіна Спейсі в жовтні 2017 року, Vertical Entertainment заявили, що вони не змінюватимуть акторського складу:
Ми не схвалюємо сексуальні домагання ні на якому рівні та повністю підтримуємо його жертв. У той же час це не є легким або легковажним рішенням випустити цей фільм у кінотеатрах, але ми віримо в наш акторський склад, а також у сотні технічних працівників, які тяжко працювали над цим фільмом, аби фінальний продукт сподобався глядачам.

## Нагороди
| Рік  | Нагорода      | Категорія               | Номінант              | Результат | Прим.  |
| ---- | ------------- | ----------------------- | --------------------- | --------- | ------ |
| 2019 | Золота малина | Barry L. Bumstead Award | Billionaire Boys Club | Перемога  | [ 21 ] |